# Spoorlijn Kirchen - Freudenberg
De spoorlijn Kirchen - Freudenberg was een Duitse spoorlijn en was als spoorlijn 2882 onder beheer van DB Netze.

## Geschiedenis
Het traject van Kirchen naar Wehbach werd door de Preußische Staatseisenbahnen geopend op 1 juni 1887, het gedeelte van Wehbach naar Freudenberg volgde op 15 mei 1888. In 1983 is het personenvervoer opgeheven en in 1997 is de lijn definitief gesloten en vervolgens opgebroken.

## Aansluitingen
In de volgende plaatsen was er een aansluiting op de volgende spoorlijnen:
Kirchen
DB 2880, spoorlijn tussen Siegen-Weidenau en Betzdorf
Freudenberg
DB 2864, spoorlijn tussen Finnentrop en Freudenberg